# Paula Cancio
Paula Cancio Fernández (Madrid, 20 de marzo de 1985) es una actriz española de cine, teatro y televisión. Es conocida principalmente por su participación en la película Felices 140 donde interpreta a Claudia. Además también ha participado en series como Toledo, cruce de destinos y El secreto de Puente Viejo, ambas creaciones de Antena 3.

## Biografía
Estudió interpretación en el Laboratorio de William Layton y con John Strasberg y Adán Black. Además, tiene un máster en Interpretación para cine y televisión en Central de Cine. Tiene formación en danza con Arnold Taraborelli, y en entrenamiento y coaching con Macarena Pombo. También asistió al Seminario de interpretación de Claudio Tolcachir en Argentina.
Además está licenciada en psicología por la Universidad Autónoma de Madrid.
Empezó su carrera en televisión con personajes episódicos en series como Hospital Central y Hermanos y detectives, ambas de Telecinco. Su primera gran oportunidad la tuvo en 2009 con la serie de Cuatro Cuestión de sexo donde interpretó a Daniela, la novia de Sofía (Ana Fernández), durante la tercera temporada. En 2012 volvió a la televisión nacional con la ficción de época Toledo, cruce de destinos de Antena 3 donde interpretó a una doncella llamada Diana. Desde 2014 hasta 2015 interpretó a Alicia en la serie de sobremesa de Antena 3 El secreto de Puente Viejo. Desde 2016 es Nurith Torres en la telenovela argentina La leona del canal Telefe, donde interpreta a la amante de Miguel Ángel Solá, su pareja en la vida real.
En 2015 tuvo su primera incursión en el cine con la película Felices 140 del director Gracia Querejeta. Allí interpretó a Claudia, una argentina cargante y egocéntrica.
A finales de 2014 protagonizó la obra de teatro Testosterona junto a Miguel Ángel Solá. Se trata de una obra de la autora mexicana Sabina Berman dirigida por Fernando Bernués.
En 2019 estuvo en la telenovela Argentina O11CE de Disney Channel, Disney XD y Pol-ka, fue la Tercera temporada; como villana se llama Laura Domenek. Con la dirección de Nicolas Di Cocco.

## Televisión
| Año       | Serie                                | Personaje         | Cadena         |
| --------- | ------------------------------------ | ----------------- | -------------- |
| 2007      | Hermanos y detectives                | Manuela           | Telecinco      |
| 2008      | Hospital Central                     | Blanca            | Telecinco      |
| 2009      | Cuestión de sexo                     | Daniella Morales  | Cuatro         |
| 2011      | BuenAgente                           | María             | La Sexta       |
| 2012      | Toledo, cruce de destinos            | Diana             | Antena 3       |
| 2014-2015 | El secreto de Puente Viejo           | Alicia Seguí      | Antena 3       |
| 2016      | La leona                             | Nurith Torres     | Telefe         |
| 2018      | El marginal                          | Camila de Salgado | TV Pública     |
| 2018      | Cien días para enamorarse            | Clara Garrido     | Telefe         |
| 2019      | Argentina, tierra de amor y venganza | Ágatha            | El Trece       |
| 2019      | O11CE                                | Laura Domenek     | Disney Channel |
| 2019      | Pequeña Victoria                     | Dolores           | Telefe         |
| 2022      | La que se avecina                    | Inma              | Telecinco      |

## Filmografía
| Año  | Título               | Personaje | Dirección           |
| ---- | -------------------- | --------- | ------------------- |
| 2015 | Felices 140 (España) | Claudia   | Gracia Querejeta    |
| 2017 | Despido procedente   | Cristina  | Lucas Figueroa      |
| 2018 | Eso que nos enamora  | Noemí     | Federico Mordkowicz |
| 2022 | Axiomas              | Nuria     | Marcela Luchetta    |

## Vida personal
Es hija de los fotoperiodistas Raúl Cancio y Marisa Flórez. Desde 2012 está en pareja con el actor argentino Miguel Ángel Solá. En 2013 nació su primera hija en común llamada Adriana.
La pareja confirmo su separación en enero de 2025.